# 아비노암
아비노암(Abinoam)은 시스라가 주도한 야빈의 군대를 무찌른 사사 바락의 아버지이다. 그는 사사기 4장 6절, 4장 12절, 5장 12절에 언급된다.
히브리어 성경의 마소라 본문은 Abinoam이 아닌 Avinoam으로 읽으며, 70인역에서는 Ab[e]ineem 또는 라빈(labin)으로 적고 있다.